# Paracedicus baram
Espèce
Paracedicus baram est une espèce d'araignées aranéomorphes de la famille des Desidae.

## Distribution
Cette espèce se rencontre en Israël et en Turquie.

## Description
Le mâle holotype mesure 8,5 mm et la femelle paratype mesure 7,7 mm.

## Systématique et taxinomie
Cette espèce a été décrite par Levy en 2007.

## Étymologie
Son nom d'espèce lui a été donné en référence au lieu de sa découverte, la forêt de Bar'am.

## Publication originale
- Levy, 2007 : « Calommata (Atypidae) and new spider species (Araneae) from Israel. » Zootaxa, no 1551, p. 1-30.